# Silene cephallenia
Silene cephallenia är en nejlikväxtart. Silene cephallenia ingår i släktet glimmar, och familjen nejlikväxter.

## Underarter
Arten delas in i följande underarter:
- S. c. cephallenia
- S. c. epirotica